# Cantonul Étupes
Cantonul Étupes este un canton din arondismentul Montbéliard, departamentul Doubs, regiunea Franche-Comté, Franța.

## Comune
- Allenjoie
- Badevel
- Brognard
- Dambenois
- Dampierre-les-Bois
- Étupes (reședință)
- Exincourt
- Fesches-le-Châtel